# Makoto Uchida
Makoto Uchida, né le 20 juillet 1966, est un chef d'entreprise japonais, président-directeur général du groupe Nissan depuis le 1er Décembre 2019 jusqu'au  1 Avril 2025.

## Biographie
Makoto Uchida obtient un diplôme de Théologie à l'Université Dōshisha en 1991. Une fois diplômé, il rejoint l'entreprise Nissho Iwai (devenue Sojitz), une sōgō shōsha (maison de négoce) basée à Tokyo, en avril 1991.
Il rejoint Nissan pour la première fois en octobre 2003 et se fait nommer manager en octobre 2006. En septembre 2012, il quitte Nissan pour rejoindre Renault Samsung Motors. Il y reste moins de deux ans avant de retourner chez Nissan en tant que directeur de programme en avril 2014.
Sa carrière dirigeante chez Nissan débute en novembre 2016 lorsqu'il est nommé vice-président de l'Alliance Purchasing Organization (groupement d'achat commun aux membres du groupe Renault-Nissan-Mitsubishi). Il devient le président de Dongfeng Motor Corporation ainsi que vice-président principal de Nissan en avril 2018. Un an plus tard, en avril 2019, il est aussi nommé président du comité de gestion Chine.
En octobre 2019, Uchida a été unanimement choisi par le conseil d'administration pour devenir le nouveau PDG de Nissan, débutant ses fonctions le 1er décembre 2019.
Suite à l’échec des négociations avec Honda malgré la très grande crise financière de Nissan, il est remplacé a la tête de Nissan par Ivan Espinosa  qui prend le poste au 1er Avril 2025[réf. nécessaire]